# La criatura (película)
La criatura es una película de género dramático rodada y estrenada en 1977. Dirigida por Eloy de la Iglesia sus roles principales están encarnados por Ana Belén y Juan Diego acompañados de notables secundarios como Luis Ciges o Bárbara Lys. 
Calificada de bizarra, marcada por la polémica, su temática aborda sin ambages la zoofilia en el contexto de un matrimonio cuya relación es monótona, frustrante y se encuentra abocada al fracaso. 
La película emplea la bestialidad como símbolo del paisaje político de España y hace referencias a la matanza de Atocha y a los grupos políticos de  ultraderecha que, tras la muerte de Francisco Franco, trataron de mantener los ideales políticos del dictador.

## Argumento
Marcos (Juan Diego) y Cristina (Ana Belén) son un joven matrimonio cuya relación se halla en dificultades entre otros factores porque no han podido tener hijos. Cristina, de forma inesperada, queda embarazada pero en estado avanzado de gestación es atacada por un pastor alemán negro. A raíz del incidente sufre un aborto. Para ayudar a su esposa a olvidar la tragedia, Marcos lleva Cristina al mismo balneario donde habían pasado su luna de miel. Cristina recupera su fuerza y se une afectivamente a un perro callejero que se hace amigo de ella en la playa. El perro, también un pastor alemán negro, es manso y se muestra muy protector con la mujer. Pese a la opinión contraria de su marido Cristina lleva al perro a su casa en la ciudad.
Marcos es un exitoso presentador de un programa de variedades de televisión. Conservador católico simpatiza con la derecha política y es fiel a su esposa pese a que Vicky (Claudia Gravy), la copresentadora del programa, le manifiesta su interés romántico. Mientras su marido está ocupado en el trabajo Cristina encuentra en su perro, al que llama Bruno, una manera de encauzar el amor que no podía darle al niño que había perdido.
Marcos compra una nueva casa de campo en la montaña para él y su esposa. Angustiado por la creciente atención que le da al perro, Cristina pronto manifiesta su preferencia a estar con Bruno en lugar de la compañía de su marido. Cuando Marcos intenta intimar con su esposa el perro se pone celoso y lo ataca. Siguiendo el consejo de Vicky Marcos compra una perra de la misma raza, un pastor alemán blanco, y la estrategia parece funcionar ya que Bruno comienza a pasar más tiempo con su compañera. Sin embargo a Cristina no le agrada la nueva situación y, poco después, la hembra aparece muerta sin explicación.
La relación entre Cristina y Bruno se hace todavía más estrecha. Un día Marcos llega a casa encontrando a su esposa en la cama con su vestido de novia y con marcas de las patas de Bruno por todo el vestido lo que implica que Cristina ha mantenido relaciones sexuales con el perro. Asombrado, Marcos pide consejo al padre Abelardo (Manuel Pereiro), el sacerdote de cabecera de la familia, que le aconseja firmeza y que, de inmediato, entregue al perro a un maestra local (Bárbara Lys) que cuida amorosamente al perro. Cristina, molesta por verse obligada a regalarle el perro, finalmente lo admite.
Marcos hace un esfuerzo para reavivar el amor en su matrimonio y planea volver a intentar tener hijos. Sin embargo, distraído mientras emprende una nueva carrera política en defensa de sus puntos de vista conservadores, que siente amenazados en la nueva España democrática. A Cristina, que es tan progresista como su marido conservador, no le agrada la carrera política de Marcos. Cuando Cristina se niega a tener relaciones sexuales con su marido, Marcos se emborracha y la viola. Ante los reproches de Marcos sobre su relación con el perro Cristina se defiende comparando la sociedad española con una sala de espejos distorsionados. Finalmente una llamada telefónica de su médico la despierta comunicándole que está embarazada. Cristina decide empacar sus maletas, abandona a su marido, recupera a Bruno y se marcha feliz en dirección a la casa de las montañas con su perro.

## Reparto
- Ana Belén - Cristina
- Juan Diego - Marcos
- Claudia Gravy - Vicky
- Ramón Reparaz - Profesor Casanova
- Manuel Pereiro - Sacerdote
- Bárbara Lys - Maestra
- Francisco Melgares - Médico
- Luis Ciges - Luis
- Antonio Gamero - Empleado
- Felipe Ruiz - Empleado gasolinera
- Amparo Climent - Enfermera
- Ángel Blanco - Vendedor
- Ángela Reyno - Mujer
- Alfredo Enrique - Regidor
- Mercedes Ariza - Señora Celanova